# Yang Jisheng
Det här är en artikel om en person med kinesiskt personnamn; Yang är familjenamnet.
Yang Jisheng, född 1940 i Xishui, Hubei-provinsen, är en kinesisk journalist och författare. 2008 publicerades hans bok Gravstenen, som beskriver den stora svältkatastrofen under Stora språnget 1958-1962. Han kom bland annat fram till att 36 miljoner kineser kan ha dött av svält. Boken, som omfattar mer än 1300 sidor i två band, publicerades i Hongkong, och förbjöds på grund av sitt innehåll på det kinesiska fastlandet. Den har publicerats på engelska, franska och tyska i versioner med bantat innehåll. 
Yang mottog Stieg Larsson-priset 2015. 

## Verk
- Yang, Jisheng; Mosher Stacy, Guo Jian, Friedman Edward (2012) (på engelska). Tombstone: the great Chinese famine, 1958-1962. New York: Farrar, Straus and Giroux. Libris 13587977. ISBN 0374277931